# Patryki
Patryki (niem. Patricken) – wieś w Polsce położona w województwie warmińsko-mazurskim, w powiecie olsztyńskim, w gminie Purda.
W latach 1975–1998 miejscowość administracyjnie należała do województwa olsztyńskiego.
Wieś  warmińska położona ok. 5 km na wschód od Klebarka Wielkiego, przy drodze Klebark – Pasym. Miejscowość położona w krajobrazie rolniczym z licznymi drobnymi zbiornikami wodnymi i mokradłami, w krajobrazie kulturowym z harmonijnie wkomponowaną zabudową. Przy drogach znajdują się aleje z wysokimi drzewami, na polach natomiast zadrzewienia śródpolne z zaroślami wierzbowymi oraz stawami hodowlanymi. Dawne Jezioro Patryckie na przełomie XIX i XX wieku zostało osuszone i zamienione na łąki
W Patrykach znajduje się początek niebieskiego szlaku rowerowy gminy Purda (Patryki-Pajtuński Młyn-Purda).

## Historia
Wieś założona w 1350 w wyniku nadania przez kapitułę warmińską 10 łanów ziemi Prusowi o imieniu Petriko. Od imienia zasadźcy przyjęła się nazwa majątku jako Peterken, Petricken, Patricken. Po jego śmierci w 1375 synowie sprzedali majątek. Na prośbę sołtysów Ambrożego i Leonarda z powodu zagubienia aktu lokalnego, kapituła odnowiła lokację wsi ok. 1400. W 1455 wieś została spalona przez Georga von Schliebena. Około 1480 wieś odbudowano z wojennych zniszczeń. W 1547 kapituła warmińska nadała 6 łanów sołeckich Konstantynowi Pfaffowi, natomiast sołtys został osadzony na trzech łanach chłopskich. W 1642 lenno wróciło do kapituły. Później wieś nadana została Georgowi Hohendorffowi, przybyłemu z terenu księstwa i nawróconemu na katolicyzm.
W okresie II Wojny Szwedzkiej wieś została zniszczona ponownie. Kolejne zniszczenia miały miejsce w okresie napoleońskim, w 1807. W 1820 we wsi były tylko 23 chałupy, ale już w 1836 było ich 40, które zamieszkiwało 255 mieszkańców.
W przeszłości w Patrykach była szkoła, a od 1895 także poczta. W 1885 założono we wsi bibliotekę polską. W 1928 wieś liczyła 435 mieszkańców, czynny był młyn. W tym okresie powstały duże gospodarstwa rolne. W spisie z 1905 figuruje duże, 100 hektarowe gospodarstwo, należące do Emila Bilitewskiego. Był on także właścicielem młyna, tartaku, mleczarni i elektrowni wodnej.
W 1935 we wsi żyło 503 katolików.
Zgodnie ze spisem ludności z 17 maja 1939 roku, w Patrykach tuż przed wybuchem II Wojny Światowej mieszkało 426 osób, a wieś zajmowała powierzchnię 1162,1 ha.
Przed II wojną światową do 1948 roku, w Patrykach mieszkała Maria Nowowiejska, siostra znanego kompozytora Feliksa Nowowiejskiego. Kilka lat temu z inicjatywy lokalnego proboszcza Henryk Błaszczyk odnowiono jej grób na cmentarzu w Klebarku Wielkim.

## Zabytki
Zabudowa nawiązuje charakterem do stylu warmińskiego. Ochronie architektonicznej podlegają:
- budynek dawnej szkoły,
- krzyż przydrożny,
- dzwonniczka słupowa,
- Patrycki młyn wodny,
- kilkanaście domów mieszkalnych,
- stanowiska archeologiczne znajdujące się na zachód i na południe od wsi.
- zabytkowy park dworski,
- pomnik przyrody - „Wierzba Manlia Skantylla”
- W pobliżu wsi znajdują się urządzenia hydrotechniczne z przełomu XIX i XX wieku – w miejscu, gdzie rzeka Kośna przechodzi w kanał Kiermas i kanał Elżbiety
- w osadzie Pajtuński Młyn, położonej około kilometra na południe od wsi Patryki znajduje się na rzece Kośnej młyn wodny z początku XX wieku.

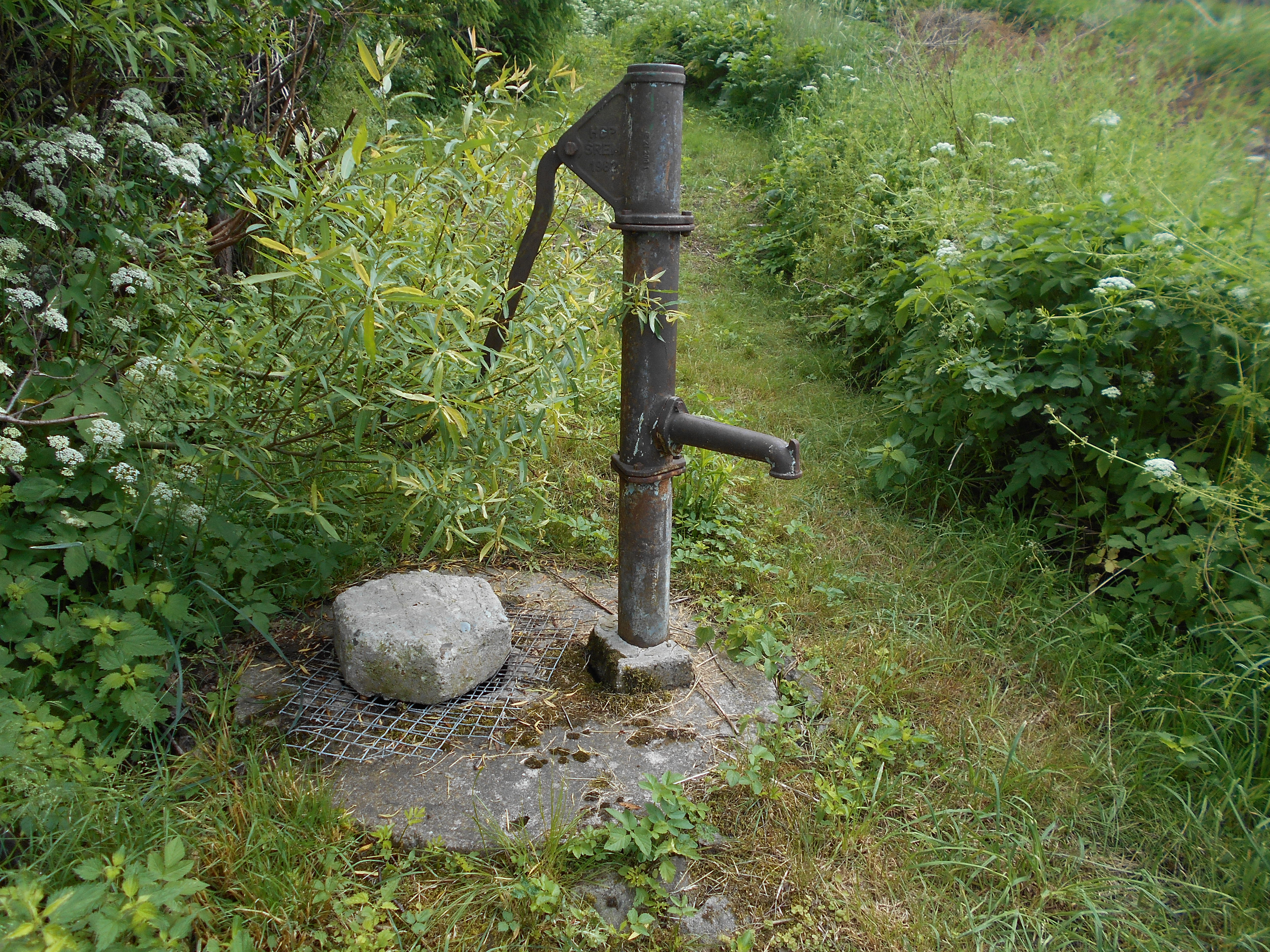
Pompa ręczna do wody 53°44'33.9"N 20°40'00.9"E

## Urodzeni w Patrykach
W Patrykach urodził się ks. Robert Bilitewski (1859-1935), doktor teologii, warmiński działacz plebiscytowy, oraz prof. dr. hab. Ulrich Schrade (1943–2009), filozof.